# Dziecko (film)
Dziecko (fr. L’enfant) – belgijsko-francuski dramat filmowy z 2005 roku w reżyserii braci Dardenne, zrealizowany na podstawie ich autorskiego scenariusza. Zdjęcia kręcono w Seraing.
Tematem filmu są losy niefrasobliwej pary kochanków, Sonii oraz Bruna, którzy decydują się sprzedać swoje nowo narodzone dziecko, nie spodziewając się psychicznych konsekwencji tej decyzji.
Bracia Dardenne, reżyserując Dziecko, rozwijali swój styl filmowy, utrwalony w takich produkcjach jak Obietnica (1996), Rosetta (1999) oraz Syn (2002). Dysponując ograniczonym budżetem, filmowali aktorów kreujących główne postacie tak, aby kamera podążała za bohaterami i wytwarzała złudzenie wnikliwej obserwacji protagonistów. Reżyserowie chcieli skrytykować socjologiczne zjawisko przedłużonego dzieciństwa, które było celebrowane przez współczesną reżyserom kulturę popularną.
Po premierze na Międzynarodowym Festiwalu Filmowym w Cannes Dziecko zostało entuzjastycznie odebrane przez francuskich krytyków, zdobywając Złotą Palmę dla najlepszego filmu. Pismo „Cahiers du Cinéma” okrzyknęło film braci Dardenne „cudem”, natomiast „Le Monde” porównywało je do ascetycznych w treści dzieł Roberta Bressona. Film był oficjalnym belgijskim kandydatem do Oscara dla najlepszego filmu nieanglojęzycznego, ale ostatecznie nie zdobył nominacji.